# Tulipa luanica
Tulipa luanica ist eine Pflanzenart aus der Gattung der Tulpen (Tulipa) in der Familie der Liliengewächse (Liliaceae).

## Merkmale
Die Zwiebeln sind eiförmig und messen 3 bis 11 × 1,5 bis 2,0 Zentimeter. Ausläufer werden nicht gebildet. Die Zwiebelhäute sind schwärzlich-braun und papierartig. Die inneren sind dicht bedeckt mit 2,5 bis 3,5 Millimeter langen, geraden, seidigen, angedrückten Haaren. Der Stängel ist 17 bis 55 Zentimeter hoch, aufrecht, kahl und blaugrün bis gräulich-grün. Die drei bis vier, seltener fünf Laubblätter sind blaugrün bis gräulich-grün und erreichen die Höhe der Blüte nicht. Die unteren sind gegenständig. Die untersten Blätter sind 14 bis 19 × 2,0 bis 5,1 Zentimeter groß, lineallanzettlich-spitz, rinnenförmig und schwach gewellt. Die oberen Stängelblätter sind 8 bis 12 × 0,6 bis 1,5 Zentimeter groß, linealisch, zugespitzt sowie kleiner und enger als die unteren.
Die einzelne Blüte ist aufrecht, selten gebogen, glockenförmig und unbehaart. Sie weist verschiedene rosa bzw. pinke Farbtöne auf. Die Glieder der Blütenhülle unterscheiden sich geringfügig. Die äußeren Blütenhüllblätter sind elliptisch bis verkehrteiförmig, 4,2 bis 6,6 × 2,1 bis 3,8 Zentimeter groß und stumpf oder abgerundet. Die inneren Blütenhüllblätter sind elliptisch-verkehrtlanzettlich bis verkehrteiförmig-spatelförmig, 3,8 bis 6,5 × 2,0 bis 3,1 Zentimeter groß und stumpf bis etwas spitz. Die Staubfäden sind 9 bis 14 (selten bis 16) Millimeter lang, weiß und unbehaart. Die Staubbeutel sind 10 bis 15 Millimeter lang, purpur oder purpurartig gefärbt, länglich bis elliptisch und kürzer, gleich lang oder länger als die Staubfäden. Der Pollen ist wie die Staubbeutel purpur oder purpurartig gefärbt.
Der Fruchtknoten ist 10 bis 20 (selten bis 22) Millimeter groß, fast sitzend und gelb-grün. Zur Blütezeit sind sie länger als die Staubfäden. Die drei Narben sind umgebogen-herablaufend, weiß oder cremefarben und papillös. Die Kapseln sind ellipsoid, 25 bis 50 × 20 bis 28 Millimeter groß, bespitzt, kurz gestielt und hellbraun. Die Samen sind 5 bis 10 × 3 bis 7 Millimeter groß, flach, dreieckig.
Die Art blüht von Ende April bis Ende Mai. Die Kapseln brechen von Mitte Juli bis Ende August auf.
Tulipa luanica ist diploid, ihre Chromosomenzahl beträgt 2n = 2x = 24. Zwei der Chromosomenpaare sind metazentrisch, zwei submetazentrisch und acht subtelozentrisch. Mit 5,25 bis 12 Mikrometer sind die Chromosomen groß.

## Vorkommen
Tulipa luanica ist im Süden des Kosovo endemisch. Die Art ist nur von einem Standort am Pashtrik am westlichen Rand des Weißen Drin in der Nähe der albanischen Grenze bekannt. Dort wächst sie auf Kalkstein in Höhenlagen von ungefähr 1000 Metern. Mit Tulipa luanica vergesellschaftet kommt die Manna-Esche (Fraxinus ornus), Flaumeiche (Quercus pubescens), Europäische Hopfenbuche (Ostrya carpinifolia), Senecio scopolii, Linaria dalmatica, Centaurea kosaninii, Delphinium fissum, Acanthus hungaricus, Centaurea atropurpurea, Helleborus multifidus, Eryngium palmatum, Hesperis matronalis, Erysimum pectinatum, Viola tricolor, Cephalaria pastricensis, Asphodelus albus und Asphodeline lutea vor.

## Taxonomie
Die Erstbeschreibung von Tulipa luanica erfolgte 2015 durch Fadil Millaku in Annales Botanici Fennici Band 52 Teil 5–6, Seite 316.

## Belege
1. 1 2 3 4 5 6 7  Fadil Millaku, Isa Elezaj: Tulipa luanica (Liliaceae), a New Species from Southern Kosovo. In: Annales Botanici Fennici 2015, Band 52, Nr. 5–6, S. 315–320, doi:10.5735/085.052.0506, (online, PDF 1,3 MB)